# Interdiscurso
Para explicar o Interdiscurso, é necessário debruçar-se sobre um campo da linguística e da comunicação que se fundamenta a analisar a estrutura de um texto para compreender as construções ideológicas, Análise do discurso doravante AD, de linha francesa tendo como precursor Michel Pêcheux na década de 60, Eni Orlandi foi a principal introdutora da analise do discurso de linha francesa no Brasil na década de 70.
O Interdiscurso tem íntima ligação com a memória. Para Orlandi (2005), a memória também faz parte do discurso, logo, a maneira como ela surge induz às condições de produção do discurso, e assim a memória é considerada “Interdiscurso”.
Pêcheux (2009) define, então, o interdiscurso como aquilo que fala sempre antes, em outro lugar e independentemente, ou seja, um já dito o que chamamos de memória discursiva que volta através do Interdiscurso, tendo relação com o outro discurso proferido, que vai se (res) significando, sem o sentido unívoco, nem tão pouco uma ação fixa ou engessada pelo contrário são discursos móveis, mutável podendo sofrer alterações, para a compreensão do funcionamento do discurso, a relação com os sujeitos e com a ideologia. O Interdiscurso funciona como uma reconfiguração que permite redefinições, apagamentos, esquecimentos entre os elementos de saber de uma formação discursiva. Estando entrecruzado há vários e diferentes discursos em momentos históricos sociais e políticos, Eni Orlandi o define como um conjunto de dizível histórica e linguisticamente.
Pode-se explicar Interdiscurso como sendo a constituição de um discurso em relação a outro já existente, isto é, trata-se de um conjunto de ideias, organizadas por meio do texto, que se apropria, implícita ou explicitamente, de outras configuradas anteriormente.
Para o teórico da literatura Gérard Genette, este conceito dialoga diretamente com a sua ideia de “arquitextualidade”, já que ambos explicitam a noção de que um discurso é tudo aquilo que põe um texto em relação com outros. Outro termo apontado por Gérard Genette que dá sentido ao conceito de Interdiscurso é o de hipertextualidade, o qual explica que todo discurso é construído por cima de outro anterior. Já, segundo Mikhail Bakhtin, o discurso reencontra o outro em todos os caminhos que levam a seu objeto, e um não deixa de entrar em relação viva e intensa com o outro , ou seja, esse princípio dialógico afirma que “o homem não possui um território interior soberano, ele está inteiramente e sempre em uma fronteira; olhando para o interior de si, olha nos olhos do outro ou através dos olhos do outro”.

## Divisões Conceituais
Para o analista do discurso Dominique Maingueneau, a noção de Interdiscurso deve ser compreendida sob o olhar de três divisões conceituais que dizem respeito à sua configuração discursiva.

### Universo discursivo
Embora não possa ser apreendido em sua globalidade, trata-se de um conjunto finito, que abriga todos os discursos de um determinado recorte, mesmo que suas fronteiras sejam borradas. Afinal, todo enunciado possui um “direito” e um “avesso” indissociáveis explícitos no dialogismo desta relação.

### Espaço discursivo
Já os espaços discursivos podem ser entendidos como subconjuntos de formações discursivas que são postos em relação a fim de uma comparação. Neste aspecto, contudo, cabe apontar que não se tratam de resultados absolutos, mas contextuais, isto é, o enquadramento destes discursos não é – e jamais será – a única configuração de sentidos.